# Il fauno
Il fauno è un film muto italiano del 1917 diretto, sceneggiato e interpretato da Febo Mari.

## Trama
Uno scultore lascia sola nel proprio atelier la sua modella per una serata al Casinò. La modella, di nome Fede, ha paura di essere lasciata sola nello studio, si avvicina al caminetto e si sdraia sul sofà, e nello studio si trova anche una statua marmorea di un fauno.
Lei si addormenta e nel sogno il fauno si anima e si avvicina a Fede, la quale molto impaurita, si allontana e tenta di scappare, ma durante l'inseguimento lei sviene. Il fauno la sveglia, ma questa volta Fede non ha paura e i due s'innamorano.
Una principessa, Femmina, acquista la statua e Fede segue il carro che la trasporta. La statua cade giù dal carro, si rompe, e prende vita, e così il fauno e la ragazza fuggono in campagna. Un cacciatore li segue, combatte contro il fauno e lo colpisce, e torna ad essere nuovamente una statua di marmo.
Fede poi si risveglia dal sonno, guarda la statua e si rende conto che in realtà quello è stato un sogno.